# Stillehavet
Stillehavet er jordens største hav (169,2 millioner km²) og dækker en tredjedel af jordens overflade. Ækvator deler havet i det Nordlige Stillehav og det Sydlige Stillehav. Marianergraven i den nordvestlige del er det dybeste punkt i verden og når en dybde på 10.911 meter.
Navnet Stillehavet kommer af, at Ferdinand Magellan, da han i 1500-tallet nåede havet, beskrev det som 'smukt og fredeligt'. Deraf navnet 'Stillehavet' – selvom det ikke er roligere end de andre oceaner.
Stillehavet har omkring 25.000 øer, for eksempel Samoa, Tonga, Cook-øerne, New Zealand, Hawaii, Påskeøen, Tahiti og Chatham.
Øerne i den østlige del af Stillehavet benævnes Polynesien.
Stillehavet dækker 32 % af jordens samlede overflade og udgør 46 % af alt hav.

## Grænser
Stillehavet begrænses mod øst af Amerika, mod vest af Asien og Australien. Syd for Amerika regnes Kap Horns meridian som grænse mellem Stillehavet og Atlanterhavet, syd for Australien danner meridianen gennem Sydkap på Tasmanien grænsen mod Det indiske Ocean.
Krümmel beregner arealet af Stillehavet til 161 mio. km2 eller mere end Jordens samlede landareal. I dette tal er dog ikke medregnet den del af Stillehavet, som ligger syd for den sydlige polarkreds, og som tidligere regnedes til det sydlige ishav. Stillehavet er jordens største sænkningsområde.

## Dannelse
Efter sin oprindelse udgør det dog ikke et samlet hele. Det er sammenstykket af utallige flager, der har sænket sig til forskellig tid og forskellig dybde. Brudlinierne, der begrænser flagerne, har givet anledning til vulkanske fænomener og betegnes med rækker af vulkanske øgrupper. I den vestlige del af Stillehavet er deres retning overvejende nord—syd, mens de i den østlige del af oceanet overvejende er nordvest—sydøst. Både i øst og i vest er sænkningsområdet ledsaget af foldebjerge. I Andesbjergene vidner jordskælv og vulkanudbrud om, at jordskorpen ikke er i ro. På den asiatiske side er foldezonen draget med ind i sænkningen, og som ruiner ligger ørækken: Aleuterne, Kurilerne, de japanske øer og Filippinerne, adskilte fra fastlandet ved mere eller mindre dybt sunkne flager, der danner randhavene: Beringshavet, Det Okhotske Hav, Det Japanske Hav, Det Østkinesiske Hav og Det Sydkinesiske Hav. Også på vestsiden af Stillehavet vidner jordskælv og vulkaner om, at jordskorpebevægelserne endnu er i fuld gang.

## Dybdeforhold
I lighed med disse velafgrænsede randhave viser dybdekortene, så vidt dybdeforholdene er kendte, at også det åbne ocean er sammensat af større eller mindre områder, adskilte ved langstrakte undersøiske grunde, der på deres ryg bærer vulkaner og koraløer. I det nordlige Stillehavet udmærker Tuscarora-dybet eller Japan Grav (10.554 m), der strækker sig som en bred rende langs kysten af Bonin-øerne, Japan og Kurilerne, sig ved en betydelig dybde. Ikke langt fra kysten af øen Urup blandt Kurilerne er målt en dybde af 8.520 m. Længere mod syd findes Challengerdybet, hvis dybeste del syd og øst for Marianerne danner den smalle og meget dybe Marianergrav (11.034 m). Uden for Ryukyuøerne findes en lignende dyb rende, Ryukyugraven (7.480 m), og langs Filippinernes kyst Filippinergrav (10.265 m). Syd og øst for Marianerne findes Nares-Dybet (4.850 m) mellem Carolinerne og Ny Guinea, Koralhavet (4.480 m) mellem Australien og Melanesien, Thomson-Dybet (5.340 m) mellem Australien og New Zealand. Fra New Zealand strækker sig mod nord en undersøisk ryg, hvorpå Kermadec-Øerne og Tonga-øerne ligger. Øst for denne ryg styrter havbunden sig brat ned til store havdybder. I Kermadec-Graven nær ved Kermadec-Øerne er der målt en dybde af 9.428 m, omtrent under Vendekredsen 9.180 m., syd for Samoa-øerne 8.280 m. Også ved den amerikanske kyst findes dybe smalle grave som Aleuter-Graven, Peru-Graven og Atacama-Graven (7.635 m).

## Bundsedimenter
Den største del af bunden i Stillehavet er dækket af rødt dybhavsler, som enkelte steder forekommer i varieteten radiolar-dynd. Hvidt dybhavsslam findes i begge hovedvarieteter: globigerinadynd og diatomédynd, sidstnævnte i et bælte uden for kysterne af det antarktiske fastland. Blandt fladsøens sedimenter spiller koraldannelser en stor rolle i den tropiske del af oceanet. Gennemsnitsdybden af Stillehavet anslås af Krümmel til 3.887 m.

## Vindforhold
Den sydlige del af Stillehavet hører til de stadige vestenvindes bælte. Vinden blæser her næsten altid fra vest med en gennemsnitlig styrke af 5—6 efter Beaufortskalaen. Nord for vestenvindsbæltet følger ved 35° s. br. i januar, 30° s. br. i juli et bælte med højt lufttryk og svage, omskiftelige vinde. Nord herfor følger Sydøstpassatens bælte indtil Ækvator. I den vestlige halvdel af oceanet er dog passaten kun stadig i vinterhalvåret, idet den om sommeren afløses af svagere vinde fra øst og nordøst (den australske sommermonsun). Kalmebæltet ligger i januar omtrent under ækvator, i juli ved 5°—10° n. br. Nord for kalmebæltet følger Nordøstpassatens bælte, der i januar har sin nordgrænse omtrent ved 25 n. br., i juli ved 30° n. br. I den vestlige halvdel af oceanet erstattes passaten om sommeren af østlige og sydøstlige vinde (den asiatiske sommermonsun). Nord for passatbæltet følger det nordlige vestenvindsbælte med overvejende svage syd- og sydvestvinde om sommeren, stormende vest- og sydvestvinde om vinteren.

## Strømme
I passatbælterne løber to strømme øst-vest: den nordlige og den sydlige passatdrift. Idet de når over til vestsiden af oceanet, deler de sig begge i en gren mod nord og en mod syd langs kysterne. De to kyststrømme, der løber mod ækvator, forener sig og fører i kalmebæltet vandet tilbage mod øst: ækvatorial-modstrømmen. Af de kyststrømme, der fører fra ækvator, udgår fra den sydlige passatdrift en strøm langs Australiens østkyst (den østaustralske strøm), der, hvor den når ned i vestenvindsbæltet, bøjer mod øst og forener sig med den gennem alle oceaner strømmende sydlige vestenvindsdrift. Denne når Amerikas vestkyst omtrent ved 40° s. br., hvor den deler sig i den sydgående Kap-Hoorn-strøm og den nordgående peruanske strøm, hvilken sidste ved 5° s. br. går over i passatdriften.
Den peruanske strøm er kendt som en meget kold strøm, ikke blot fordi den kommer fra højere bredder og derfor stadig er koldere end det land, den løber forbi, men også fordi den ved kysten temmelig stadig blæsende fralandsvind giver anledning til vertikale strømninger, der fører koldt vand fra havbunden op til overfladen.
Den nordlige passatdrift bøjer ved Filippinernes østkyst mod nord under navnet Kuro Shio. Ved 40° n. br. bøjes den af vestenvindene mod øst (nordlige vestenvindsdrift) og når Amerikas kyst ved Vancouver-øen. Her deler den sig i den sydgående kaliforniske strøm, der går over i passatdriften, og en nordgående strøm, der følger Canadas vestkyst og syd for vestspidsen af Alaska atter forener sig med vestenvindsdriften.

## Dyreliv
Da stillehavet dækker et enormt område fra øst til vest og nord til syd er havets dyreliv også rigt og varieret. En lang række store havpattedyr lever i Stillehavet; mod nord tæt ved Ishavet findes hvalroser og søkøer, mens andre dyr som blåhvalen og spækhuggere findes i stort set hele havet. I de varmere områder findes grindehvaler, kaskelothvaler og forskellige arter af delfiner.